# 葡萄牙东印度公司
葡萄牙东印度公司（葡萄牙语：Companhia do commércio da Índia or Companhia da Índia Oriental），是葡萄牙国王费利佩三世谋划成立的一个仅存在短暂时间的特许公司，以掌管和保障葡属印度殖民地的权益，以及在伊比利亚联盟之后对抗英国和荷兰的海上贸易强权。